# Arthur Milgram
Arthur Norton Milgram (* 3. Juni 1912 in Philadelphia; † 30. Januar 1961) war ein US-amerikanischer  Mathematiker.
Milgram promovierte 1937 an der University of Pennsylvania bei dem Moore-Schüler John Robert Kline (Decompositions and Dimension of Closed Sets in {\displaystyle R^{n}}). Danach lehrte er an der University of Notre Dame und war 1946/47 am Institute for Advanced Study. Er war ab 1947  Professor an der Syracuse University und danach ab 1951 an der University of Minnesota in Minneapolis.
Milgram befasste sich mit verschiedenen Gebieten der Mathematik, wie partiellen Differentialgleichungen, Funktionalanalysis, Kombinatorik, Differentialgeometrie, Topologie. Das Lemma von Lax-Milgram aus der Theorie schwacher Lösungen für Randwertprobleme partieller Differentialgleichungen ist nach ihm und Peter Lax benannt. Dieses enthält Bedingungen für die Invertierbarkeit der in diesen Problemen vorkommenden bilinearen Funktional-Formen in Funktionenräumen und somit für die Existenz und Eindeutigkeit schwacher Lösungen.
Zusammen mit Tibor Gallai befasste er sich auch mit Graphentheorie. Beide fanden in den 1940er Jahren den Satz von Dilworth, zögerten aber mit der Veröffentlichung, so dass Robert Dilworth ihnen 1950 zuvorkam.
Sein Sohn R. James Milgram ist ebenfalls Mathematik-Professor (Professor Emeritus an der Stanford University).
Während der Zeit in Notre Dame schrieb er nach den Vorlesungen von Emil Artin dessen Buch über Galoistheorie (das mit einem Anhang von Milgram erschien).

## Verweise
1. ↑  Arthur Norton Milgram im Mathematics Genealogy Project (englisch)  abgerufen am 12. August 2024.
2. ↑  Nach Kibbey´s Geschichte der Mathematikfakultät der Syracuse University (Memento vom 10. September 2008 im Internet Archive) gab es einen Streit zwischen Abe Gelbart und Milgram, der die Fakultät entzweite. Gelbart behauptete einen Beweis eines Analogons des Riemannschen Abbildungssatzes für Sigma-Monogene Funktionen zu haben, was Milgram bezweifelte.
3. ↑  Lax, Milgram Parabolic equations. Contributions to the theory of partial differential equations. Annals of Mathematics Studies, Bd. 33. Princeton University Press. 1954, S. 167–190.
4. ↑  Erinnerungen von Erik Hemmingsen an Syracuse University und seine Kollegen dort in den 1950er Jahren (Memento vom 13. Mai 2008 im Internet Archive)

| Personendaten    | Personendaten                               |
| ---------------- | ------------------------------------------- |
| NAME             | Milgram, Arthur                             |
| ALTERNATIVNAMEN  | Milgram, Arthur Norton (vollständiger Name) |
| KURZBESCHREIBUNG | US-amerikanischer Mathematiker              |
| GEBURTSDATUM     | 3. Juni 1912                                |
| GEBURTSORT       | Philadelphia                                |
| STERBEDATUM      | 30. Januar 1961                             |